# UEFA Euro 96 England
UEFA Euro 96 England est un jeu vidéo de sport (football) développé par Gremlin Graphics Software et édité par Sega, sorti en 1995 sur DOS et Saturn. Il est sous licence officielle du championnat d'Europe de football 1996. Les matches sont commentés par Thierry Roland (dans la version française).

## Accueil
- PC Team : 88 %[2]